# Colpach-Haut
Colpach-Haut (Luxemburgs: Uewerkolpech, Duits: Obercolpach) is een plaats in de gemeente Ell en het kanton Redange in Luxemburg.
Colpach-Haut telt 144 inwoners (2001).